# Seznam vojaških kratic na U
To je seznam vojaških kratic, ki se pričnejo s črko U.

## Seznam
- UAV (angleško Unmanned Aerial Vehicle) označuje Daljinsko vodeno letalo brez pilota.
- UBP je slovenska vojaška kratica, ki označuje Učni bataljon pehote.
- UC je slovenska vojaška kratica, ki označuje Učni center.
- UCLOG je slovenska vojaška kratica, ki označuje Učni center logistike.
- UDR (angleško Ulster Defense Regiment) označuje Ulsterški obrambni polk.
- UH (angleško Utility Helicopter) označuje Večnamenski helikopter.
- USACOM
- USAF (angleško United States Air Force) označuje Vojno letalstvo Združenih držav Amerike.
- USAFE
- USAr (angleško United States Army) označuje Kopenska vojska Združenih držav Amerike.
- USAREUR
- USARPAC
- USCENTCOM
- USDOD (angleško United States Department of Defense) označuje Oddelek za obrambo Združenih držav Amerike.
- USJFCOM
- USMC (angleško United States Marine Corps) označuje Korpus mornariške pehote Združenih držav Amerike.
- USN (angleško United States Navy) označuje Vojna mornarica Združenih držav Amerike.
- USNAVEUR
- USNS
- USPACOM
- USS (angleško United States Ship) označuje Ladja Združenih držav Amerike.
- USSCOM
- USSOCOM
- USSOUTHCOM
- USSTRATCOM
- USTRANSCOM
- UV (hrvaško Ustaška vojska) označuje Ustaška vojska.